# Pierre qui Tourne (Bézancourt)
Der ursprünglich etwa drei Meter hohe helle Menhir Pierre qui Tourne (auch Menhir de la Drouetterie genannt) steht im Forêt de Lyons (Wald) nahe der Gemeindegrenze zum Weiler Bézu-la-Forêt, südlich von Bézancourt und östlich von Rouen im Arrondissement Dieppe im Kanton Gournay-en-Bray im Département Seine-Maritime in der Normandie in Frankreich. Pierre qui Tourne ist ein Name, der in Südbelgien und in Frankreich vielfach für Megalithanlagen und Menhire vergeben wurde.
Der Sage nach sei der Stein ein Versammlungsort für Hexen und Zauberer gewesen. Außerdem heißt es, er habe sich an einem gewissen Tag alle hundert Jahre um sich selbst drehen können (französisch tourner = drehen). 1868 stürzte ein Waldarbeiter den Stein um. Später stellte ihn das Forstamt wieder auf. Eine Deutungsmöglichkeit ist, dass die gallische Bevölkerung (die vermuteten Errichter des Steines) aus dem Wackeln des offenbar schlecht aufgestellten Monolithen die Zukunft deuten wollte.